# Peter Agostini
Peter Agostini, nacido el año 1913 en Nueva York y fallecido el 27 de marzo de 1993 en Manhattan, fue un escultor estadounidense.

## Datos biográficos

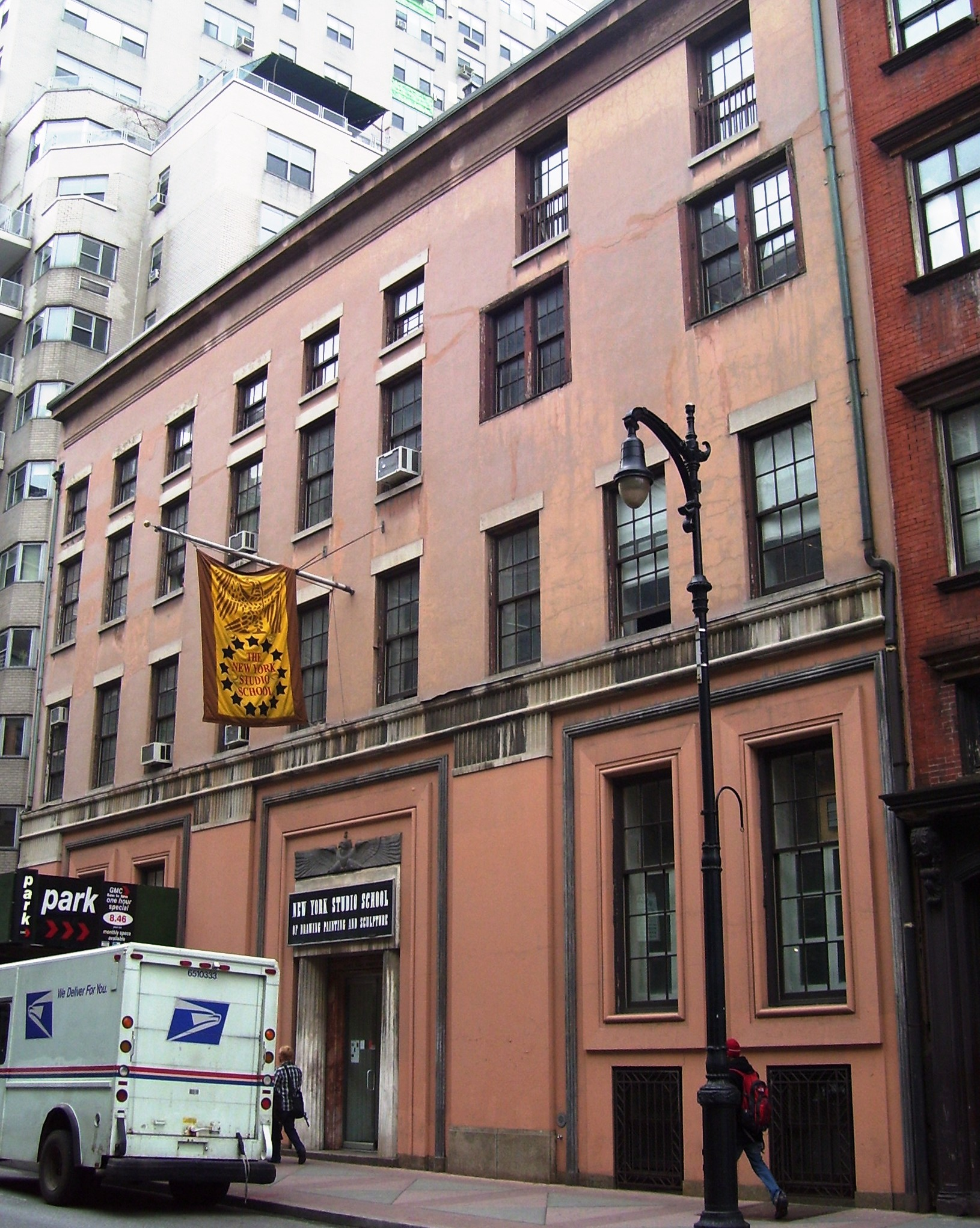
Fachada de la New York Studio School, donde fue profesor de escultura

Peter Agostini nació en el barrio de Hell's Kitchen en la isla de Manhattan, Nueva York.
Autodidacta, estudió brevemente en la Leonardo da Vinci Art School los años 1935 y 1936. 
Fue profesor de escultura en la New York Studio School, en la Universidad de Columbia, en la Universidad de Carolina del Norte en Greensboro y en la Parsons The New School for Design.
Sus obras se conservan en el Museo Metropolitano de Arte, en el Museo Whitney de Arte Estadounidense, en el Museo de Arte Moderno de Nueva York, en el Museo Solomon R. Guggenheim, en el Museo Hirshhorn y Jardín de Esculturas y en el Walker Art Center de Mineápolis.

## Obras
Adscrito inicialmente al expresionismo abstracto bajo la influencia de Alberto Giacometti; en la década de 1960 realizó obras dentro del movimiento del Arte pop que fueron expuestas junto a otras de Andy Warhol y Claes Oldenburg.
A lo largo de su producción mantuvo los temas tradicionales de la escultura, como las cabezas, figuras y caballos.